# Eliseo Baruffaldi
Eliseo Baruffaldi (Turano, 1581 circa – Gargnano, 11 novembre 1606) è stato un brigante italiano, suddito del Principato vescovile di Trento.
Per vendicare l'onore della propria famiglia massacrata dalla famiglia madernese dei Sette, Baruffaldi diventò complice della banda di Giovanni Beatrice  detto Zanzanù di Gargnano, soprannominata degli "Zannoni", che si macchiò, tra il 1602 e il 1617, di innumerevoli reati compiuti nell'Alto Garda bresciano.

## Biografia

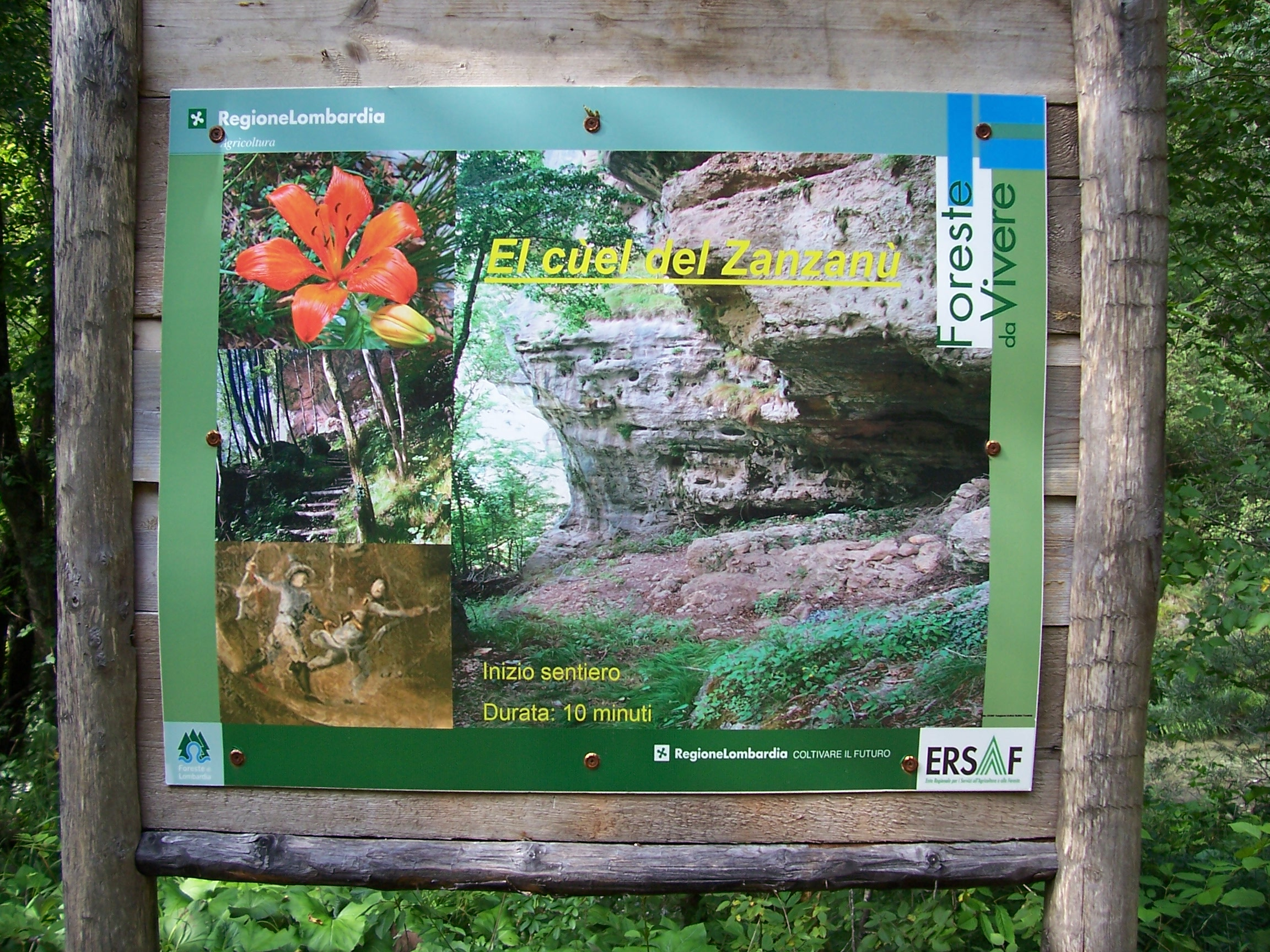
Il cartellone posto nella Valle del Droanello a cura dell'ERSAF Lombardia che indica l'accesso al sentiero che porta al Cùel Zanzanù o Cùel del Martelletto.

Eliseo Baruffaldi (o Baruffaldo), figlio del contadino Baruffaldo Baruffaldi e di una certa Marzadri, nacque attorno all'anno 1581 nel villaggio di Turano nella Val Vestino, territorio della Contea di Lodrone e del Principato vescovile di Trento.
Eliseo Baruffaldi compare per la prima volta nelle cronache nella primavera del 1603 quando, con il fratello Teodoro, uccise il 14 aprile, a Armo, Giacomo Sette detto il Chierico per vendicare la morte dei tre fratelli Antonio, Giovan Domenico e Orazio assassinati "in un giorno et in un hora sola, affidati a lui come amici e poi atrocissimamente trucidati per prezzo de danari" dallo stesso. Il Chierico era nato a Vigole di Monte Maderno il 30 agosto del 1578 ed era un nemico giurato di Giovanni Beatrice in quanto figlio di Riccobono Sette, nipote di Bernardino Bardelli arciprete di Gargnano, noto fuorilegge colpito da ben cinque bandi della Serenissima e il Baruffaldi ne portò la testa per il rituale riconoscimento al fine di poterne incassare la taglia al provveditore veneto della Riviera di Salò.

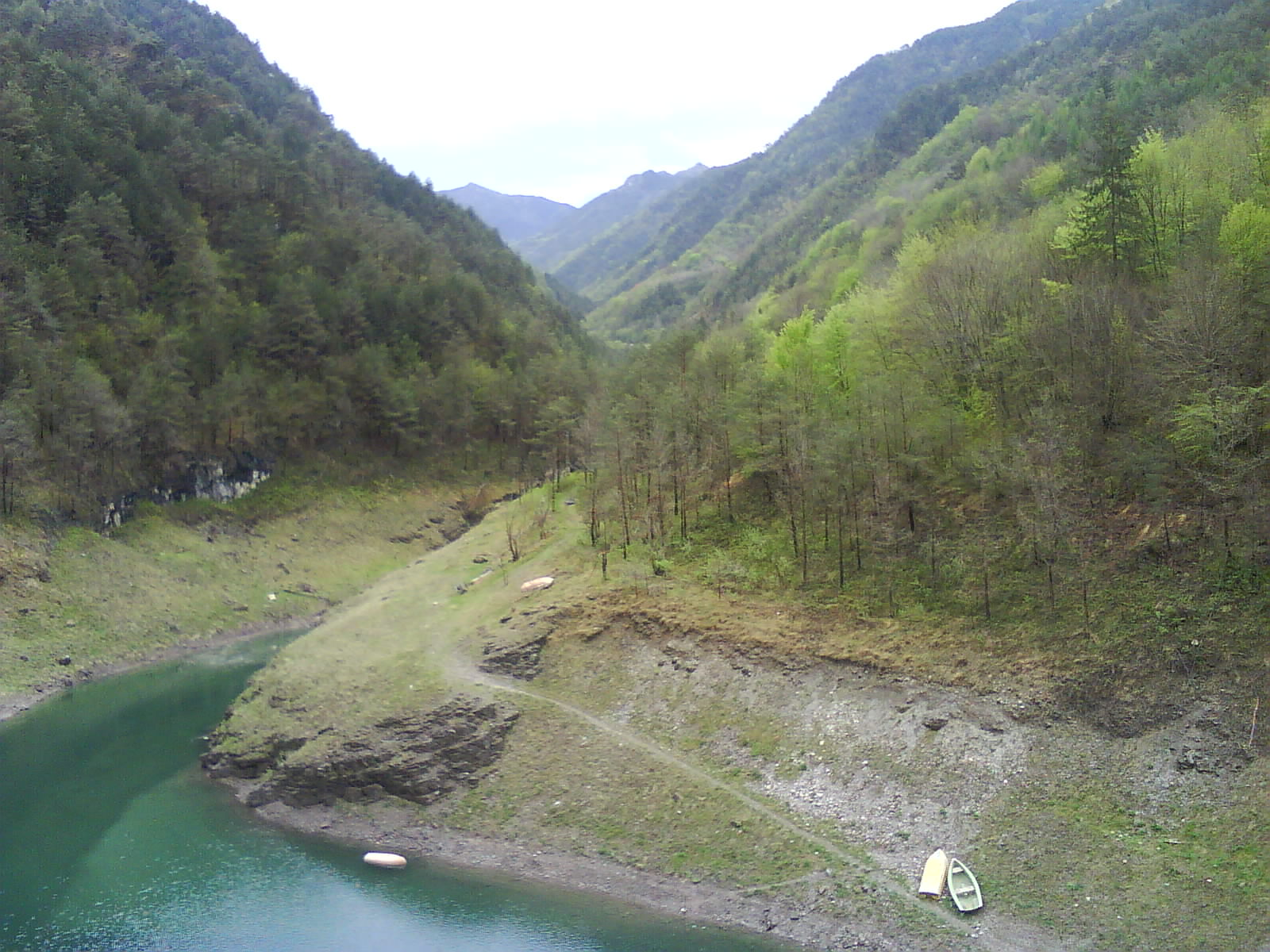
La Valle del Droanello in Val Vestino vista dal ponte di Lignago. A destra corre il confine con il Comune di Gargnano e nel XVII secolo era confine di stato tra il Principato vescovile di Trento e la Repubblica di Venezia. Qui, nel novembre del 1606 furono uccisi da cacciatori di taglie Eliseo Baruffaldi di Val Vestino e Giovan Pietro Sette detto Pellizzaro, complici del Zanzanù.

Per l'uccisione del Chierico i due fratelli Baruffaldi ottennero la "voce liberar bandito", ossia la possibilità di togliere un bando ad un fuorilegge di pari grado, ma dovettero subire nei mesi successivi la spietata vendetta della potente parentela del Chierico organizzata dal noto Bernardino Bardelli, arciprete di Gargnano, difatti saranno aggrediti da "una moltitudine di giente armata" nella stessa Venezia il 23 giugno dello stesso anno, ove si erano recati per ottenere i benefici richiesti: Teodoro fu colpito gravemente e spirò il 30 giugno "a San Paternian, in casa de madonna Isabeta Chiozotta" mentre Eliseo, anch'egli ferito gravemente, riuscì a salvarsi. Nel frattempo la loro casa a Turano fu bruciata il giorno 29 dello stesso mese e la loro madre, di settant'anni d'età, uccisa ad archibugiate, assieme ad una donna del paese che coraggiosamente era intervenuta per difenderla da Bernardo Manino, Giovan Battista Feltrinello detto Marano, Giovanni Antonio Tamagnino, tutti e tre di Gargnano, dal sacerdote Giovan Antonio Marzadri, parroco della stessa pieve di Turano e pure originario di Gargnano, ed altri complici.
Nel 1604, Eliseo Baruffaldi richiederà la possibilità di "liberar bandito" nella figura del conte vicentino Alvise Trissino ma gli fu negata dal Consiglio dei Dieci. Successivamente inoltrerà un'altra richiesta per liberare un bandito dal profilo criminale minore, un certo Bernardino Piacentino, ma fu respinta per la scadenza del termine previsto dalla legge.

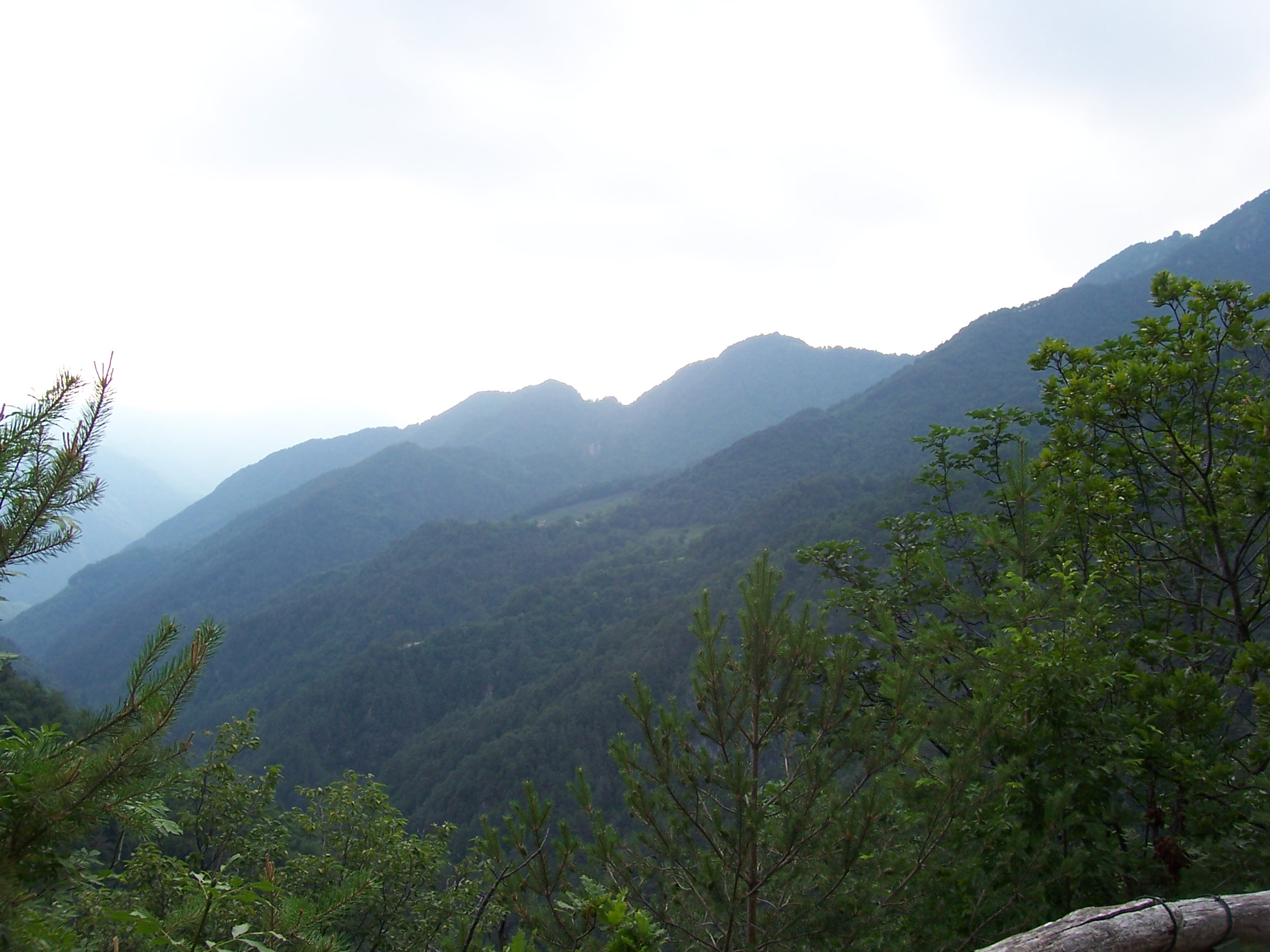
La località di Droane vista dalla Bocca di Paolone. Il Covolo del Martelletto si trova a sud poco sopra il fondovalle.

Affiliandosi nel 1605 alla banda dei Beatrice, conosciuta con il soprannome degli “Zannoni”, Eliseo si inserì violentemente nella faida sorta tra la famiglia dei Beatrice contro quella dei Riccobono Sette detta dei Riccoboni di Vigole di Monte Maderno. Questo conflitto vedeva le due principali famiglie del luogo contrapposte per motivi non solo d'onore ma anche per lo sfruttamento delle risorse economiche al fine di ottenere la supremazia politica locale.
A seguito dell'assassino di Giovan Maria Beatrice, capostipite della famiglia e padre del Zanzanù, avvenuta il 4 maggio 1605, a Gargnano, ad opera di affiliati dei Sette, si riaccese violentissima la faida locale. Nelle cronache giudiziarie della Serenissima risalenti all'8 agosto 1605 e contenute in un proclama del provveditore veneto di Salò, Lunardo Valier, si formalizzavano le accuse contro i cinque banditi Giovanni Francesco Beatrice detto Lima, il nipote Giovanni Beatrice detto Zanzanù di Gargnano, Giovanni Pietro Sette detto Pellizzaro di Maderno, Ludovico Cacchiotti pure di Gargnano e lo stesso Eliseo Baruffaldi ritenuti colpevoli di una serie di atti criminali contro esponenti della famiglia avversa dei Riccobono Sette di Maderno.
Difatti il 26 giugno in un agguato teso nel cimitero di Gargnano nel tentativo di assassinare l'arciprete Bernardino Bardelli, cognato di Riccobono Sette e sospettato dal provveditore Leonardo Valier di essere il mandante dell'assassinio del padre del Zanzanù, fatto per il quale scontò sei mesi di carcere a Salò, i cinque complici ferirono i sacerdoti Samuele Donato parroco di Roina, Salustio Ortigello parroco di Muslone e Gioan Tonolo. Nella stessa sera proseguirono la loro vendetta uccidendo fra Gargnano e Villa nella contrada Gambarera, Giuseppe Manino della fazione dei Riccobono Sette e ferirono con una archibugiata nella piazza di Villa Girolamo Chiereghino. Il 2 di luglio i cinque banditi attentarono presso il porto di Gargnano alla vita dell'arciprete di Maderno Giovanni Battista Alchero che transitava in barca, il quale rimase solamente ferito, mentre nel mese di luglio uccisero con due archibugiate, a Gargnano, Piero Calliera detto Gavardo mentre giocava a palla. Il 2 agosto proseguirono imperterriti nell'esecuzione dei loro piani criminali con l'uccisione, in prossimità del confine di stato con il Trentino, di Antonio figlio del defunto Morgante Orlando, di Giuseppe Feltrinello e di Giulio Bonavia di dieci anni d'età intenti a caricare una barca di sabbia.

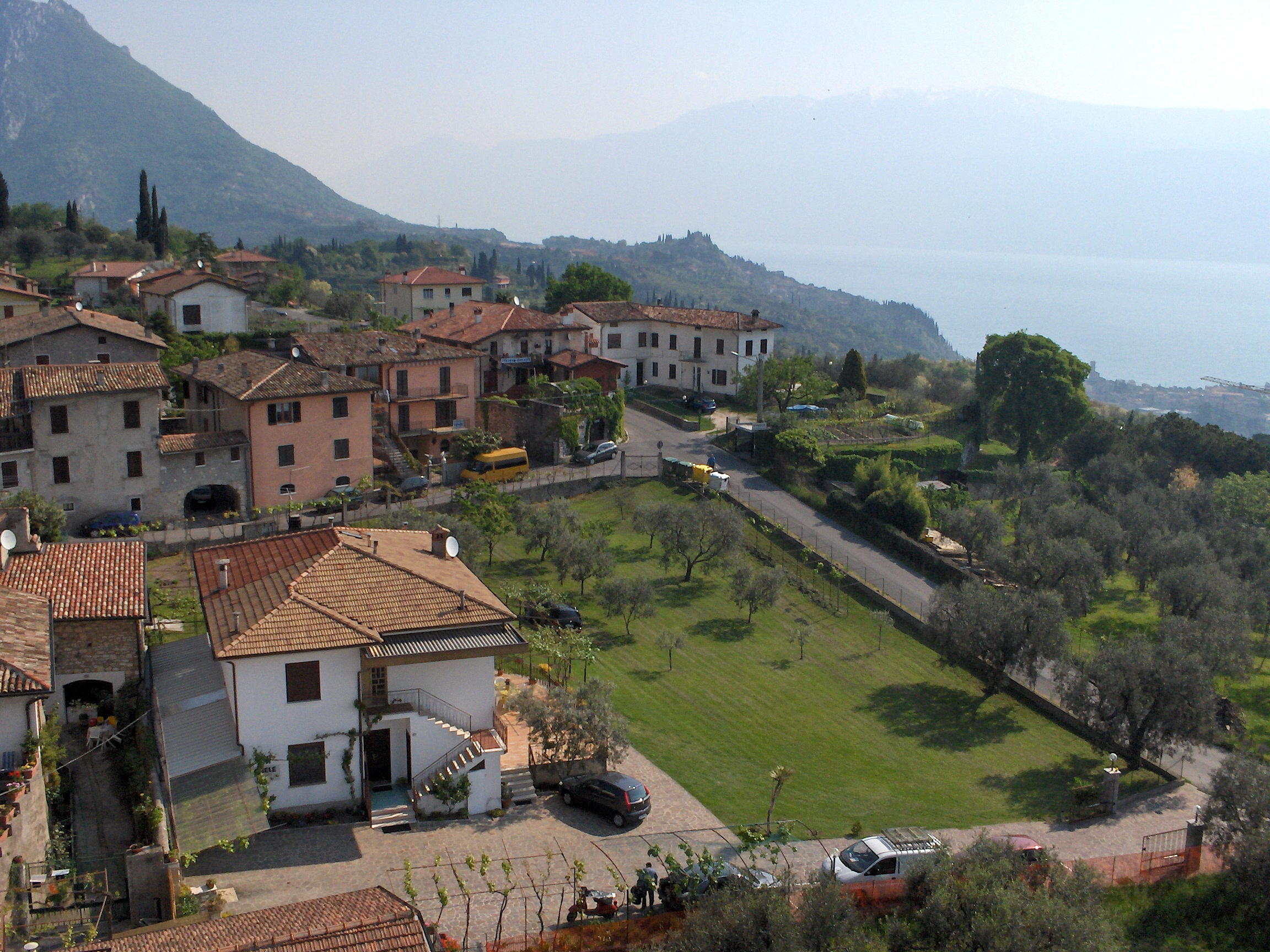
Vigole di Monte Maderno, il paese natale della famiglia Riccobono Sette e di Giacomo il Chierico.

Il 4 ottobre 1605 il provveditore Lunardo Valier informava il Senato che la banda degli “Zannoni” avevano commesso altri delitti: il 29 settembre, travestiti da cappelletti, avevano ucciso a Toscolano Alvise Pilato e Agostino Laterza , ferito Giovan Maria Bressanin, e nonostante il bando contro di loro pronunciato, che pure prevedeva la loro uccisione o cattura in “terre aliene” con una ricompensa di 4.000 lire, i banditi avevano trovato rifugio sicuro a Riva del Garda, protetti dal signore locale Gaudenzio Madruzzo, fratello del principe vescovo di Trento.
Che l'attività criminale di Eliseo Baruffaldi fosse particolarmente attiva lo dimostra il fatto che, tra il 1605 e il 1606, anno della sua morte, fu colpito ripetutamente da alcuni bandi emanati da tribunali di stato della Serenissima. Il primo bando risale al 17 agosto 1605 e fu sentenziato dal Senato che gli imponeva il divieto di risiedere perpetuamente in tutte le terre e luoghi del Serenissimo Dominio di Venezia, compreso il Dogado, e relativa confiscazione dei beni appartenuti; il secondo al 26 novembre 1605; il terzo al 6 dicembre 1605; il quarto al 14 gennaio 1606 per mezzo del Consiglio dei Dieci a seguito dell'assassinio di Alessandro de Faustin a Piovere di Tignale avvenuto nella notte tra il 23 e 24 novembre 1605; il quinto e sesto al 10 febbraio e al 24 aprile 1606. Nel settembre sempre dello stesso anno, con la complicità di Giovan Pietro Sette detto Pellizzaro di Maderno, uccise Piero Giacomini di Gargnano.

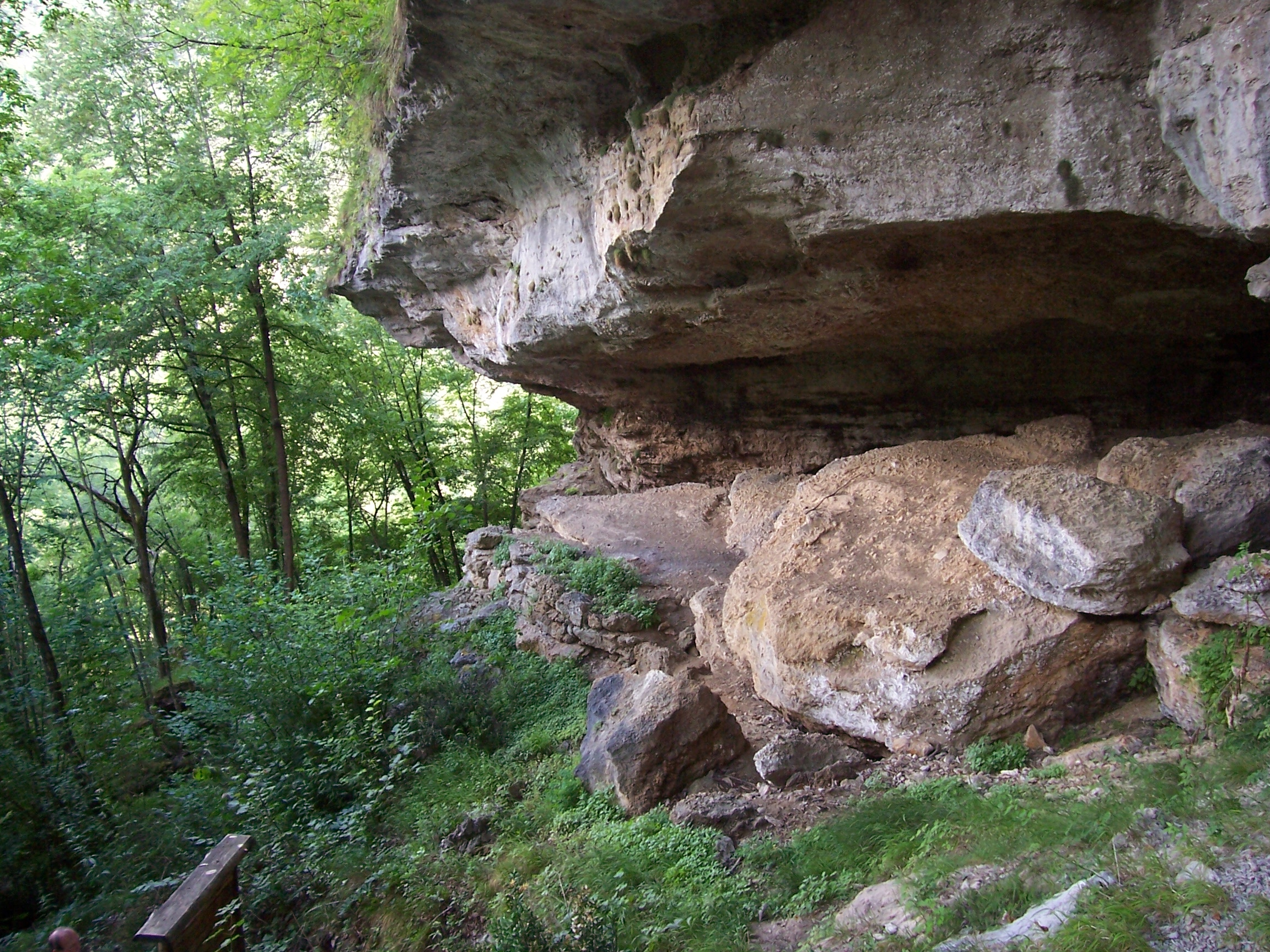
Cùel Zanzanù o Cùel del Martelletto nella Valle del Droanello. Qui, fu ucciso il bandito Giovanni Pietro Sette detto il Pellizzaro.

La carriera criminale di Baruffaldi terminò nell'inverno del 1606 quando fu ucciso assieme al bandito Giovan Pietro Sette detto Pellizzaro da alcuni cacciatori di taglie, Orazio Balino, Giovan Battista Duse e Agostino de Andreis detto Giacomazzo, tre pericolosi banditi di Desenzano del Garda, Giuseppe Ton, altro sicario della Riviera di Salò, e da alcuni nemici del Beatrice di Toscolano, Gargnano e Tignale che conoscevano molto bene i luoghi ove si nascondevano, che il provveditore generale in Terraferma di Verona, Benedetto Moro, in tutta segretezza, aveva inviato sulle loro tracce fornendoli di salvacondotto, armi e denari.
Per il ricercatore Claudio Povolo dell'Università Ca' Foscari Venezia la caccia all'uomo sembra pure essere finanziata da alcuni facoltosi mercanti di Desenzano del Garda e di Salò, tra cui il noto e spregiudicato Alberghino Alberghini, i cui traffici commerciali erano continuamente minacciati dalle imprese dei fuorilegge, e in questo modo intendevano chiudere definitivamente la partita contro la banda degli "Zannoni".
I due banditi vennero sorpresi in un agguato notturno teso al Covolo del Martelletto, nel territorio di Droane, venerdì 10 novembre alle ore 2 in compagnia di Giacomino Sette, bandito e nipote di Giovan Pietro. Il Pellizzaro fu subito ucciso a colpi di archibugio mentre Eliseo e Giacomino, quest'ultimo ferito, riuscirono invece a fuggire seppure braccati da decine di persone.

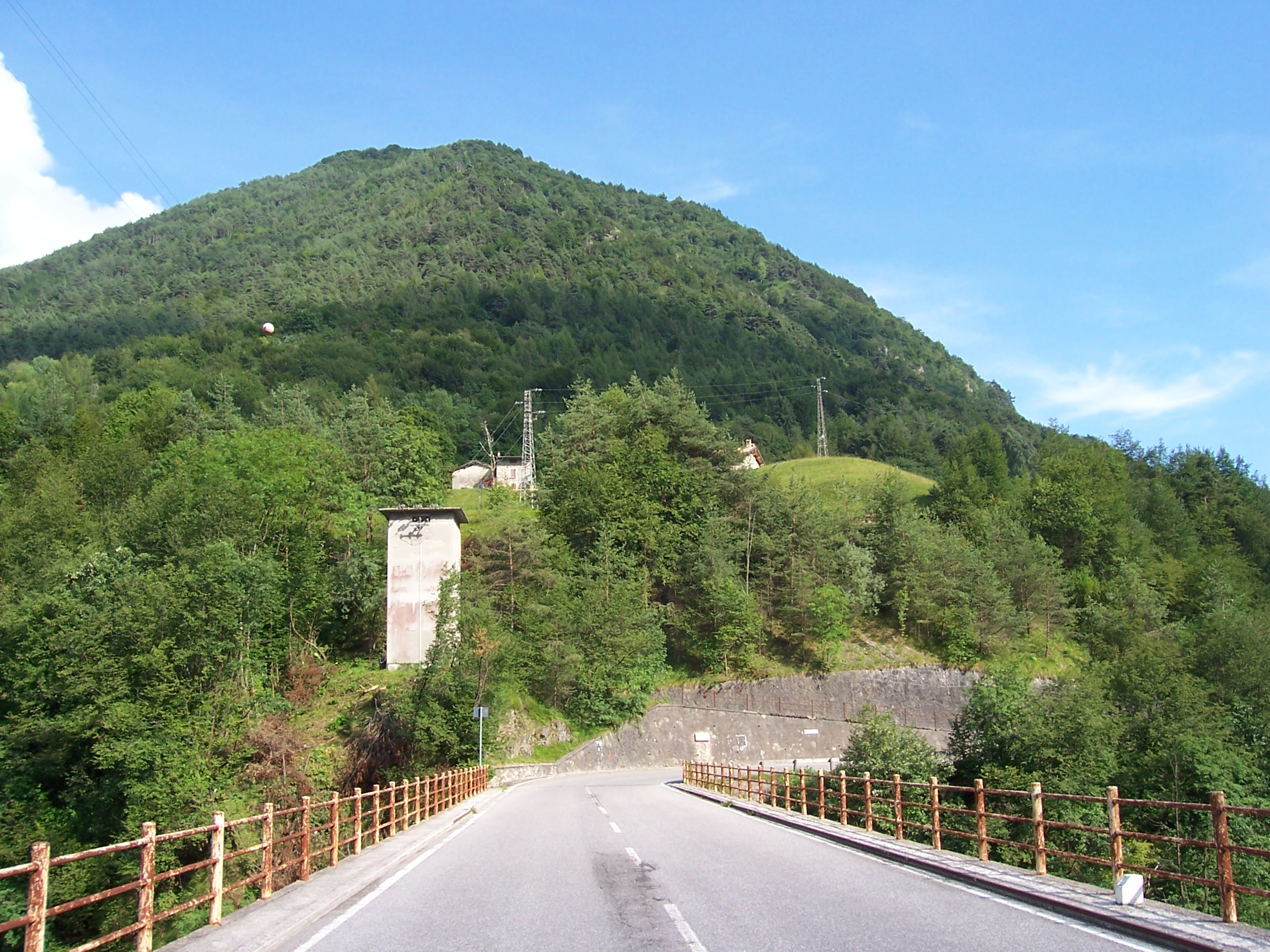
La località di Lignago ai piedi del monte Pra, il luogo ove fu catturato e ucciso Eliseo Baruffaldi vista dal Ponte Giovanetti.

Il giorno successivo, sabato 11 novembre, alle ore 22, Eliseo Baruffaldi non riuscì a rompere l'accerchiamento dei suoi inseguitori in quanto ogni via di fuga attraverso i passi che conducevano alla riviera del Garda e alla Val Vestino era preclusa, fu catturato a pochi chilometri di distanza nei pressi dei cascinali di Lignago. Dopo essere stato confessato dal parroco della Costa, fu ucciso sul posto da Orazio Balino e Giovan Battista Duse con tre colpi di archibugio sparati a distanza ravvicinata, uno al torace che lo trapassò da parte a parte e due alla schiena, mentre Giacomino riuscì a dileguarsi fra i monti e a salvarsi. Decapitati in presenza di numerosi testimoni, le loro teste vennero portate ed esposte sugli scalini della colonna di San Marco nella piazza di Salò per il rituale riconoscimento di legge.